# فريدريك إيكن
فريدريك إيكن (بالإنجليزية: Frederick Aiken)‏ هو صحفي ومحامي أمريكي، ولد في 20 سبتمبر 1832 في لوويل في الولايات المتحدة، وتوفي في 23 ديسمبر 1878 في واشنطن العاصمة في الولايات المتحدة.